# Карамис
Карами́с (каз. Қарамыс) — село у складі Шетського району Карагандинської області Казахстану. Входить до складу Шетського сільського округу.
Населення — 142 особи (2021; 209 у 2009, 289 у 1999, 471 у 1989).
Національний склад станом на 1989 рік:
- казахи — 100 %.

Станом на 1989 рік село називалось Кармис.